# My Sandström
My Viktoria Sandström (* 17. Februar 1986 in Lyckeby, Gemeinde Karlskrona) ist eine schwedische Regisseurin und Drehbuchautorin.

## Leben und Wirken
My Sandström wuchs in Lyckeby in der südschwedischen Gemeinde Karlskrona auf.
Sie wirkte bereits in ihrer Jugend als Regieassistentin und Tontechnikerin bei einigen schwedischen Filmen mit.
Von 2006 bis 2009 absolvierte sie ihr Hochschulstudium an der Universität Göteborg.
Ihr Debüt als Regisseurin hatte sie mit dem Kurzfilm Nudisten, welcher eine rein fiktionale Dokumentation ist (Mockumentary). Der Film hatte im Jahr 2010 beim Göteborg International Film Festival seine Premiere und wurde als Bester schwedischer Kurzfilm des Jahres 2010 ausgezeichnet. 2015 gewann sie für den Film Kulturpengar den Tempo Short Award.
Sie führte bislang bei 13 Spielfilmen die Regie. Sie ist auch als Drehbuchautorin für Filme und Fernsehserien tätig.
Sandström lebt in Stockholm.

## Filmografie
- 2008: Förfluten ensamhet
- 2010: Nudisten
- 2012: Pappa kom fram
- 2012: Kulan
- 2013: Det är bara en känsla
- 2014: Knuffen
- 2015: Kulturpengar
- 2016: Regnbågsfamiljen
- 2018: Svaga kvinnor[5]